# Ирменгард фон Брауншвайг
Ирменгард фон Брауншвайг/ Ирменгард при Рейн (на немски: Irmengard von Braunschweig, Irmengard bei Rhein, Irmengard von Baden; * ок. 1200; † 24 февруари 1260, Лихтентал, днес част от Баден-Баден) е принцеса от фамилията Велфи от Брауншвайг, пфалцграфиня при Рейн, наследничка на Пфорцхайм и чрез женитба маркграфиня на Маркграфство Баден.

## Живот
Тя е голямата дъщеря на пфалцграф Хайнрих V Стари от Брауншвайг († 1227) и първата му съпруга пфалцграфиня Агнес Хоенщауфен († 1195), дъщеря, наследничка на пфалцграф Конрад Хоенщауфен († 1195), по-малкият полубрат на император Фридрих Барбароса. Нейният баща е най-големият син на херцог Хайнрих Лъв и втората му съпруга Матилда Плантагенет, дъщеря на английския крал Хенри II и Елеонор Аквитанска, и брат на император Ото IV 
Ирменгард се омъжва през 217 г. за маркграф Херман V фон Баден († 1243), първият син на маркграф Херман IV фон Баден († 1190) и на Берта фон Тюбинген († 1169). Маркграф Херман V умира на 16 януари 1243 г. и е погребан в Августинския манастир Бакнанг.
Ирменгард при Рейн основава през 1245 г. манастир Лихтентал в Лихтентал при Баден-Баден, по-късното гробно място на маркграфовете. Ирменгард премества останките на съпруга си през 1248 г. в манастир Лихтентал. Тя също е погребана там.

## Деца
Ирменгард при Рейн и Херман V фон Баден имат децата:
- Херман VI (* ок. 1225; † 4 октомври 1250), по-късно херцог на Австрия
- Рудолф I (* ок. 1230; † 19 ноември 1288), по-късно управляващ маркграф
- Мехтхилд († ок. 1258), ∞ 4 април 1251 граф Улрих I фон Вюртемберг (1222 – 1265)
- Елизабет (* ок. 1230; † ок. 20 март 1266), ∞ I. граф Еберхард V фон Еберщайн, ∞ II. Лудвиг II фон Лихтенберг